# Francesco Aleramo Provana del Sabbione

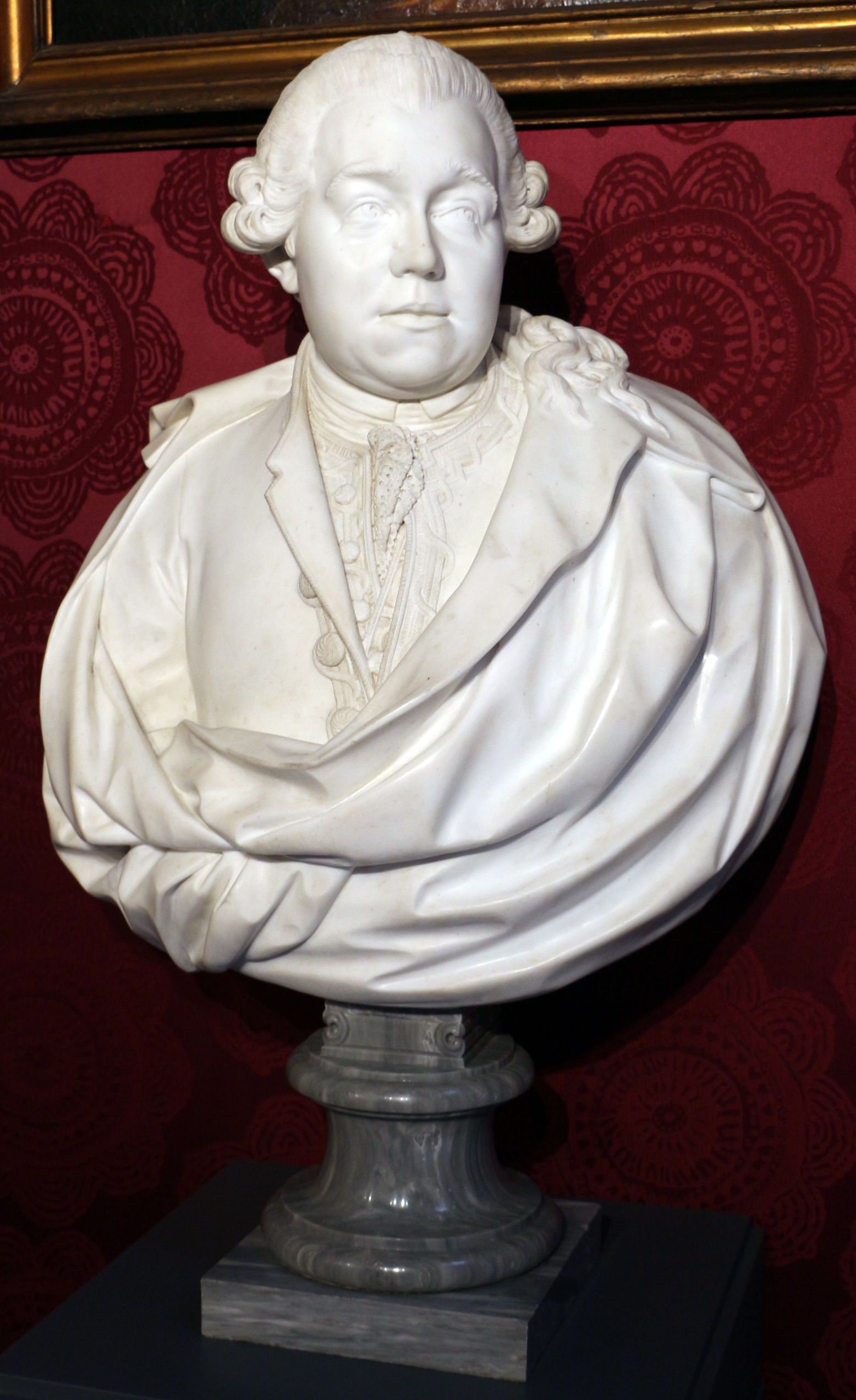
Ignazio e Filippo Collino, busto di Francesco Aleramo Provana del Sabbione

Francesco Aleramo Provana del Sabbione (Torino, circa 1740 – Torino, 1789) fu un nobile piemontese, sindaco di Torino e amministratore dell'Ospedale dei Pellegrini di Carignano.

## Biografia
Nacque a Torino dal conte Michele Felice e da Anna Maria Luisa dei Villa di Villastellone.
Laureato in giurisprudenza, fu rettore dell'Università nel 1763, decurione di prima classe del Consiglio di Torino nel 1767 e assunse poi numerose cariche, tra cui quella di sindaco nel 1775, vicario di politica e polizia dal 1778 al 1783. Successivamente diventò gentiluomo di camera di Vittorio Amedeo III di Savoia..
Nel 1768 sposò Teresa Ruffini di Diano, erede di Carlo Giuseppe Ruffini, da cui ebbe otto figli, cinque femmine e tre maschi.
Fu anche rettore e governatore dell’Ospedale dei Pellegrini di Carignano.
La sorella Anna Teresa divenne monaca presso il monastero della Visitazione di Torino.
Un suo busto realizzato da Ignazio e Filippo Collino è conservato presso la Reggia di Venaria Reale.
Tra i figli, Michele fu suo successore alla guida dell'ospedale di Carignano, più volte sindaco di Torino, barone dell'Impero napoleonico e primo direttore della Biblioteca Reale di Torino dal 1831 alla morte; Casimiro fu cavaliere di Malta, comandante della città e provincia di Genova, comandante della città e ducato di Aosta; Luigi fu socio dell'Accademia delle scienze, della Deputazione di storia patria di Torino, socio corrispondente dell'Accademia dei Georgofili e senatore del Regno di Sardegna.